# Pittore NYN
Pittore NYN (fl. 350 a.C. / 320 a.C.) è il nome convenzionale (dalle sigle dei musei di New York e Napoli) assegnato ad un ceramografo campano attivo probabilmente anche a Lipari.

## Attività
Potrebbe essere stato l'allievo o il continuatore del Pittore Mad-Man che fu attivo fino al 330 a.C. circa. Il Pittore NYN lavorava prevalentemente vasetti minori (se ne conoscono una trentina) in gran parte lekanai e pissidi skyphoidi decorati con teste femminili. La sua produzione, non essendo di alta qualità aveva certamente un prezzo inferiore sul mercato e sicuramente la bottega aveva invaso Lipari e dintorni tra il 340 e il 320 a.C.
Alcune opere si trovano presso il Museo archeologico regionale eoliano di Lipari.